# アリス・ミラー
アリス・ミラー（Alice Miller, 1923年1月12日 - 2010年4月14日）は、スイスの心理学者、元精神分析家。抑圧的で感情の発露を禁じられた児童虐待環境で育った子供たち、これらへ対処しないことで起こる社会への悪影響に関する研究で知られる。

## 経歴
ポーランドのピョートルクフ・トルィブナルスキ生まれ。ユダヤ系。1946年にスイスへ移住。バーゼルにて哲学、心理学、社会学の博士号を取得。1986年に名誉毀損防止同盟よりJanusz Korczak Literary Awardを授与される。

## 主張
臨床経験の豊富さ及びその質の高さと、その著述の多さでは、世界的に注目されている。日本でも多くの本が訳出されている。ミラーは、人間社会の暴力性の根源を、幼児に対して加えられる暴力に求める。三歳までの子供は、親をはじめとする大人に対して全く抵抗することができず、自分でその場を離れることもできない。それゆえ、その間に幼児に暴力が加えられた場合、生き延びるためには、自分に暴力が加えられることを「正しいことだ」と肯定せざるをえない。このような形で暴力を肯定して屈服した子供は、その屈辱や悲しみを隠蔽し、その上に「正しい」人格（偽りの自己）を構成する。しかし、隠蔽されても屈辱や悲しみはそのまま生き延びており、それが絶えざる不安を惹き起こす。大人になってからも、それは一向に減少することなく継続し、何らかの機会にそれが他者に対する暴力として発揮される。特に暴力の対象となるのが、抵抗される心配もなく、またその暴力の行使を「しつけ」として正当化しうる自分の子供である。このような暴力の連鎖が、犯罪や反社会的行為の源泉であるとする。

### 「暴力」の定義
ミラーが危険性を指摘するのは、単に物理的な暴力に関するものばかりではない。子供を突き放したり脅迫したりするような、言語や態度による暴力もまた、同様の悪影響がある。これは特にいわゆる「成功者」に広くみられるものであり、彼らは子供のころから条件付の愛情しか与えられなかった者が多いという。親から真の愛情を与えられず、何か親を喜ばせたときだけ少しだけの「愛情」を与えられるという育ち方をした者は、他人に気に入られたり、褒められたりするために、大変な力を発揮することができるようになり、社会的成功をおさめることが多い。このような人物は、不安を紛らわせるために、他人を自分の思い通りに操作することに喜びを感じ、これが政府や組織による暴力に帰結する。しかし、このような形での達成には、なんらの満足をも伴わず、不安は決して解消されず、ほんの少しの成功の陰りだけで、大変なダメージを受ける。

### ナチズムの分析
ヒトラーとその支持者を注意深く観察し、ナチズムが子供への暴力の一つの表現であると考える。というのも、ヒトラーの世代が子供だったころ、シュレーバー教育に代表される非常に厳格で暴力的な教育方法がドイツに広がっており、子供たちは家庭でも学校でも激しい暴力に晒されていた。ヒトラーも父親から日常的な殴打を受けて育っており、彼の政策は自分が受けた暴力を、全人類に対して「やり返す」性質のものであり、ドイツの多くの国民も、そのような政策を自分自身の衝動に一致していると感じて、支持したのではないか、としている。

## 影響
著書『THE DRAMA OF THE GIFTED CHILD』（邦題：才能ある子のドラマ）は心理学の古典となっており、初版から30周年を記念してドイツでは2007年に、アメリカでは2008年に、ハード・カヴァーで出版されている。この本はベストセラーかつロングセラーであり、未だ多くの人々の共感を得ている。
精神分析医として、1980年公表の「Am Anfang war Erziehung (自分のために)」や2003年公表の「über die Auflösung emotionaler Blindheit(感情的盲目状態の解消について)」にて、ドイツの「トラウマ的な子育て」がヘロイン中毒者のクリスティアーネ・F(Christiane Vera Felscherinow)、連続児童殺人犯のユルゲン・バルチュ、独裁者アドルフ・ヒトラーを生み出したとした。彼女は、子ども時代に受けていた扱い・育成環境がいかに将来に影響するか、虐待は連鎖することについて公表し、社会に衝撃を与えた。 例として、しつけという名で肉体又は精神的虐待を受けて育った子が親となった際に児童虐待を起こす傾向に触れ、主に両親など大人による「家庭教育における子供への虐待」を問題と捉えた。虐待家庭のような「毒のある教育法」で育った子供は、相手の顔色を伺い、感情を抑制・暴力を振るってきた相手を子供は「自分の利益のため」だと受け入れて愛そうとする傾向をみせた。そして、力がつく年齢になると、幼少時の環境を無意識に実行し、他者又は自己自身へ攻撃する傾向をみせる。アリスは、抑圧的で感情の発露を禁じる「教育」が子供、ひいては社会に与える恐ろしさを警告した。
1980年の「Am Anfang war Erziehung (自分のために)」の英訳版である「FOR YOUR OWN GOOD」(原題訳:あなたのために、邦題：魂の殺人）はインターネット上にて無料で読むことができる。この本は人間の破壊性の根源は児童虐待にあると結論付けており、諸著作の中でも特に重要な意味を持っている。

## 主な著作
- 才能ある子のドラマ 真の自己を求めて
- 「Am Anfang war Erziehung (訳:自分のために)」1980年 (邦訳版:魂の殺人 親は子どもに何をしたか 山下公子訳　新曜社、1983年)
- 禁じられた知 精神分析と子どもの真実　山下公子訳　新曜社1985年
- 「子どもの絵」成人女性の絵画が語るある子ども時代
- BANISHED KNOWLEDGE （未邦訳）
- 真実をとく鍵 作品がうつしだす幼児体験
- 沈黙の壁を打ち砕く 子どもの魂を殺さないために
- 子ども時代の扉をひらく 七つの物語
- 「über die Auflösung emotionaler Blindheit(訳:感情的盲目状態の解消について)」2003年公表。(邦訳版:闇からの目覚め 虐待の連鎖を断つ、新曜社2004年4月)
- THE BODY NEVER LIES （未邦訳）
- Free from Lies: Discovering Your True Needs （未邦訳）